# Gardno
Gardno je pobřežní jezero v Pomořském vojvodství na Słowińském pobřeží (Wybrzeże Słowińske) oddělené kosou od Baltského moře. Leží na území Slovinského národního parku. Má rozlohu 2469 ha. Je dlouhé 6,8 km a široké 4,7 km. Maximální hloubka dosahuje 2,6 m. Jedná se tedy o kryptodepresi, protože leží v nadmořské výšce 0,3 m.

## Pobřeží
Pobřeží je převážně nízké, bažinaté. Severní břeh tvoří Łebská kosa (Mierzeja Łebska) s pohyblivými písky, která v minulosti oddělila zátoku Baltského moře, kterou bylo Łebsko od moře.

## Vodní režim
Přes Gardno protéká řeka Łupawa. Jezero je spojené kanálem s jezerem Łebsko.